# Sphingonotus luteus
Sphingonotus luteus är en insektsart som beskrevs av Krauss 1893. Sphingonotus luteus ingår i släktet Sphingonotus och familjen gräshoppor. Inga underarter finns listade i Catalogue of Life.